# كدخدالو بالا
كدخدالو بالا هي قرية في مقاطعة خدا أفرين، إيران. عدد سكان هذه القرية هو 368 في سنة 2006.